# Четецуя (Васлуй)
Четецуя (рум. Cetățuia) — село у повіті Васлуй в Румунії. Входить до складу комуни Пуєшть.
Село розташоване на відстані 245 км на північний схід від Бухареста, 32 км на південний захід від Васлуя, 81 км на південь від Ясс, 120 км на північ від Галаца.

## Населення
За даними перепису населення 2002 року у селі проживали 468 осіб, усі — румуни. Усі жителі села рідною мовою назвали румунську.